# سارة دبليو. ويتمان
سارة دبليو. ويتمان (بالإنجليزية: Sarah W. Whitman)‏ هي رسامة وفنانة وكاتِبة ومصممة جرافيك أمريكية، ولدت في 5 ديسمبر 1842 في لوويل في الولايات المتحدة، وتوفيت في 25 يونيو 1904 في بوسطن في الولايات المتحدة.